# Charles Jacobs
Charles Jacobs (Charles Sherman Jacobs, 15 de febrero de 1882 - febrero de 1945) fue un atleta estadounidense que compitió principalmente en el salto con pértiga.
Jacobs era judío. Él compitió por los Estados Unidos en los Juegos Olímpicos de Londres 1908, celebrada en Gran Bretaña, éxito en el salto con pértiga, donde ganó la medalla de bronce en forma conjunta con el canadiense Ed Archibald y al atleta sueco Bruno Söderström. También estableció el récord mundial en el salto interior con pértiga en 1909, que fue insuperable durante tres años.